# Durban
Durban [ˈdœːbən] (zulu eThekwini [ˈɛːʔtʰɛˌkwinĭ], früher Port Natal) ist eine Großstadt am Indischen Ozean an der Ostküste Südafrikas. Mit umliegenden Orten bildet sie die Metropolgemeinde eThekwini. Mit über 3,9 Millionen Einwohnern nach der Volkszählung von 2011 ist eThekwini die größte Stadt der Provinz KwaZulu-Natal und nach Johannesburg und Kapstadt die drittgrößte Stadt Südafrikas; Durban selbst hatte 595.061 Einwohner.
Durban ist eine bedeutende Industrie- und Hafenstadt mit dem größten Hafen Afrikas und aufgrund der Strände und des subtropischen Klimas ein vielbesuchtes Urlaubszentrum des Landes.

## Geographie
Durban liegt an der südöstlichen Küste Südafrikas in der Provinz KwaZulu-Natal, die im Osten vom Indischen Ozean und im Westen von den Drakensbergen mit Gipfeln von über 3000 Meter Höhe begrenzt wird.

### Klima
Während das Hinterland vor allem aus Savanne besteht, herrscht an der Küste ein feucht-subtropisches Klima (effektive Klimaklassifikation: Cfa) vor. Die Jahresniederschläge betragen etwa 1000 mm und fallen vor allem im Sommer, der sehr heiß wird. Das Klima von Durban als Küstenstadt wird vom warmen Wasser des Agulhasstromes beeinflusst, der von Mosambik die Küste entlang nach Süden verläuft.
Die Meerwassertemperaturen sind in Durban verglichen mit Kapstadt wesentlich höher. Das Wasser hat eine durchschnittliche Temperatur von 21,8 °C. Im Februar ist es mit 24,6 °C am wärmsten, im August mit 19,25 °C am kältesten. Die Winter sind sehr mild, relativ trocken und völlig frostfrei.
|                       | Jan  | Feb  | Mär  | Apr  | Mai  | Jun  | Jul  | Aug  | Sep  | Okt  | Nov  | Dez  |   |       |
| Mittl. Tagesmax. (°C) | 27,8 | 28,0 | 27,7 | 26,1 | 24,5 | 23,0 | 22,6 | 22,8 | 23,3 | 24,0 | 25,2 | 26,9 | ⌀ | 25,1  |
| Mittl. Tagesmin. (°C) | 21,1 | 21,1 | 20,2 | 17,4 | 13,8 | 10,6 | 10,5 | 12,5 | 15,3 | 16,8 | 18,3 | 20,0 | ⌀ | 16,4  |
|                       |      |      |      |      |      |      |      |      |      |      |      |      |   |       |
| Niederschlag (mm)     | 134  | 113  | 120  | 73   | 59   | 28   | 39   | 62   | 73   | 98   | 108  | 102  | Σ | 1009  |
|                       |      |      |      |      |      |      |      |      |      |      |      |      |   |       |
| Sonnenstunden (h/d)   | 5,9  | 6,2  | 6,4  | 7,0  | 7,4  | 7,6  | 7,5  | 6,7  | 5,7  | 5,4  | 5,7  | 6,0  | ⌀ | 6,5   |
|                       |      |      |      |      |      |      |      |      |      |      |      |      |   |       |
| Regentage (d)         | 15,2 | 12,9 | 12,6 | 9,2  | 6,8  | 4,5  | 4,9  | 7,1  | 11,0 | 15,1 | 16,0 | 15,0 | Σ | 130,3 |
|                       |      |      |      |      |      |      |      |      |      |      |      |      |   |       |
| Wassertemperatur (°C) | 24   | 24   | 24   | 23   | 22   | 21   | 21   | 20   | 21   | 21   | 22   | 23   | ⌀ | 22,2  |
|                       |      |      |      |      |      |      |      |      |      |      |      |      |   |       |
| Luftfeuchtigkeit (%)  | 80   | 80   | 80   | 78   | 76   | 72   | 72   | 75   | 77   | 78   | 79   | 79   | ⌀ | 77,2  |

| 21,1 |

| 21,1 |

| 20,2 |

| 17,4 |

| 13,8 |

| 10,6 |

| 10,5 |

| 12,5 |

| 15,3 |

| 16,8 |

| 18,3 |

| 20,0 |

| 21,1 |

| 21,1 |

| 20,2 |

| 17,4 |

| 13,8 |

| 10,6 |

| 10,5 |

| 12,5 |

| 15,3 |

| 16,8 |

| 18,3 |

| 20,0 |

## Geschichte
Die ältesten Spuren von Menschen in dieser Region sind Felszeichnungen in Höhlen der Drakensberge, deren Alter auf das Jahr 100.000 v. Chr. geschätzt werden. Diese ursprünglichen Einwohner wurden von den Bantu, die vom 2. Jahrtausend v. Chr. an aus dem Norden kommend die Gegend bevölkerten, vertrieben. Insgesamt ist über die Zeit vor der Landung des portugiesischen Seefahrers Vasco da Gama nur wenig bekannt.
Da Gama entdeckte die Bucht, die von den Zulu Thekwini („Lagune“) genannt wurde, an der später die Stadt entstand, am 25. Dezember 1497 auf seiner ersten Indienreise bei der Suche nach einem Seeweg von Europa nach Indien. Sie stellte einen der wenigen natürlichen Häfen an der afrikanischen Ostküste dar. Er nannte den Ort nach dem Entdeckungstag (lateinisch dies natalis „Weihnachtstag“) Rio de Natal oder „Weihnachtsfluss“ in der falschen Annahme, dass es sich bei der Bucht um die Mündung eines großen Flusses handeln würde. Später wurde daraus Port Natal.
Für etwa dreihundert Jahre war Port Natal vor allem eine Zufluchtsstätte für Schiffbrüchige, Sklavenhändler und Kaufleute. Erst 1823 gründeten britische Siedler unter der Führung von Henry Fynn eine permanente Siedlung. Mittlerweile zu einer Stadt angewachsen, erhielt sie 1835 zu Ehren des damaligen Gouverneurs der Kapkolonie Benjamin D’Urban ihren heutigen Namen.
1838 überquerten Voortrekker, burische Siedler auf ihrem großen Treck, die Drakensberge und gründeten Pietermaritzburg, 80 Kilometer nordwestlich von Durban.
Als der Anführer der Buren, Pieter Retief, mit dem Zulu-König Dingane über das Abtreten von Zulu-Gebieten an die Buren verhandeln wollte, ließ dieser ihn und seine Delegation ermorden. Dingane war 1828 seinem Halbbruder Shaka auf den Thron gefolgt. Während dieser ein gutes Verhältnis zu den weißen Siedlern pflegte, zeigte Dingane offen Feindseligkeit und Aggressivität. Nach dem Tod Retiefs kam es zu blutigen Kämpfen zwischen Buren und Zulu, die erst mit dem Sieg in der Schlacht am Blood River für die Buren entschieden wurden.
Auf eine kurze Zeit der relativen Ruhe folgten 1842 mehrere Kämpfe zwischen Buren und Briten. Nachdem sie die Briten in der Schlacht von Congella besiegt hatten, besetzten die Buren Durban für kurze Zeit und belagerten das dortige britische Fort, wurden jedoch von britischen Verstärkungen, die auf dem Seeweg eintrafen, wieder vertrieben. 1843 wurde die Region dauerhaft von den Briten annektiert und zu einem Teil der Kapkolonie, bevor sie 1856 den Status einer eigenständigen Kolonie erhielt.
Im Jahr 1850 wurde in der Stadt das römisch-katholische Apostolische Vikariat Natal errichtet, das 1951 zum Erzbistum Durban erhoben wurde.
Durch den Kolonialstatus stieg Durban zum wichtigen Hafen- und Handelsplatz im südlichen Afrika auf. Ab 1860 brachten die Briten Tausende indische Landarbeiter nach Natal, die über den Hafen Durban einwanderten. Sie erlangten nach und nach einen deutlichen Einfluss auf die Stadt und deren Nachkommen machen heute einen beträchtlichen Teil der Bevölkerung dieser Metropole aus. Während seines Aufenthalts in Südafrika von 1893 bis 1915 arbeitete Mahatma Gandhi für längere Zeit als Anwalt in Durban.
Anfang April 2015 kam es in einigen Stadtteilen von Durban zu fremdenfeindlichen Ausschreitungen, auf die es landesweit sowie international Reaktionen gab.

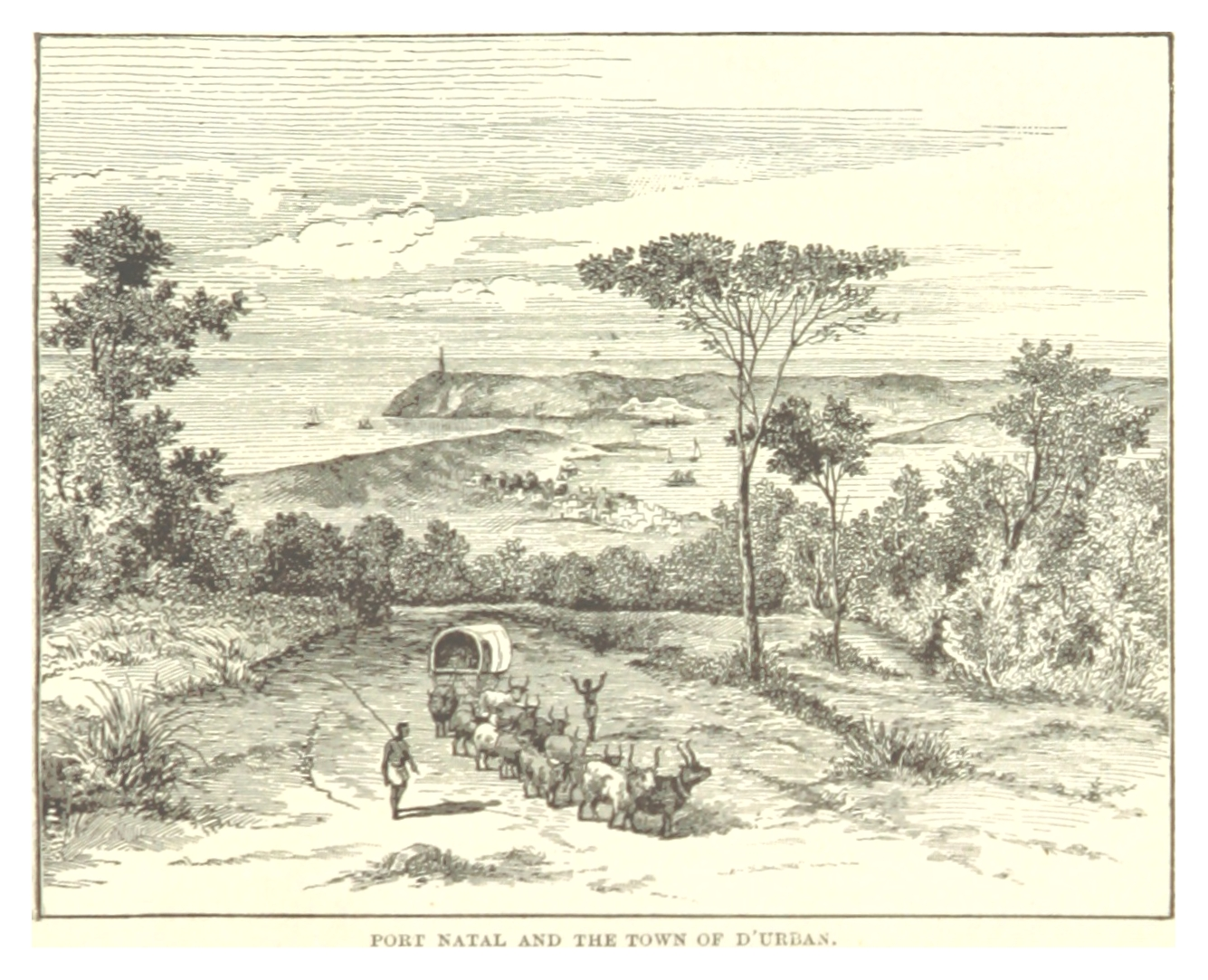
Blick auf Durban und die Hafenbucht (Port Natal)
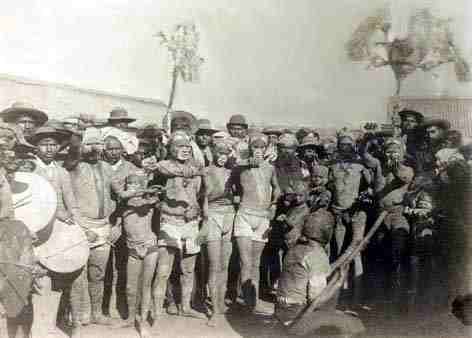
Indische Arbeiter in Südafrika
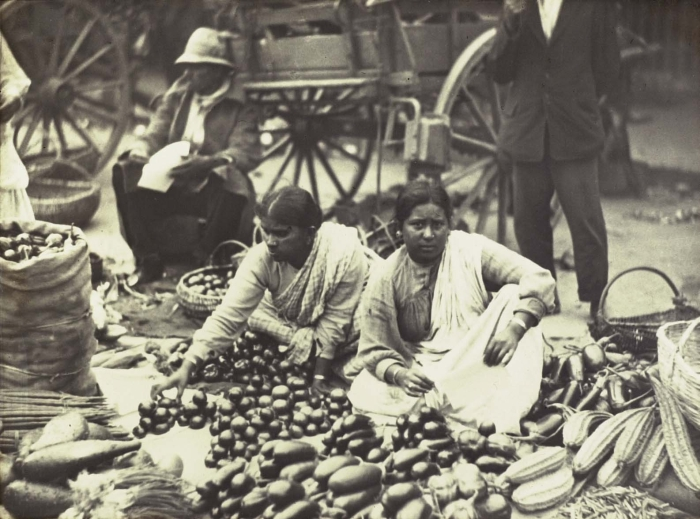
Asiatische Früchtehändler auf dem Markt
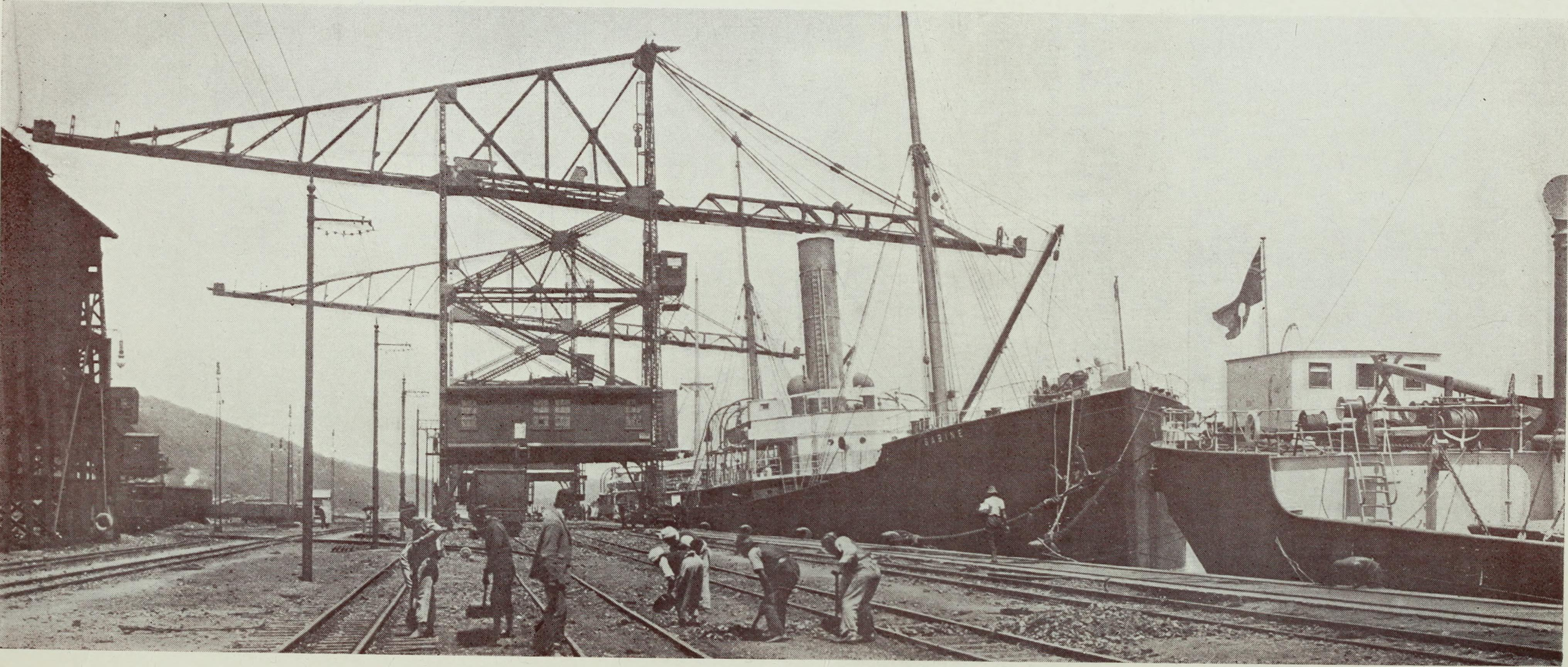
Hafenanlagen im Jahre 1911
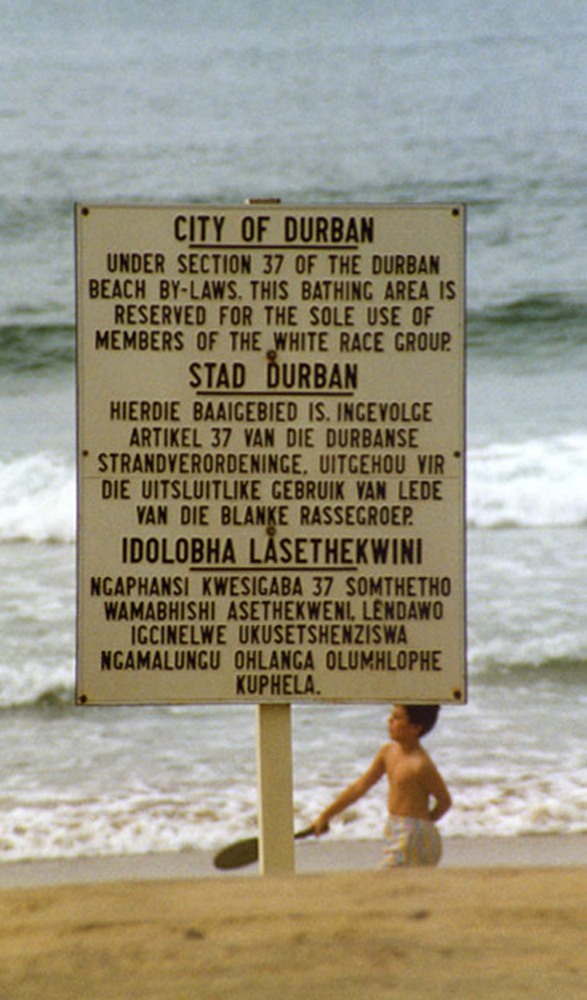
Rassentrennung während der Apartheid auch in Durban

## Demografie
Die demografische Struktur Durbans wurde bei der Volkszählung 2011 statistisch ausführlich untersucht. Demnach hatte die Stadt im Jahre 2011 595.061 Einwohner. Schwarze Afrikaner machten 51,12 % der Bevölkerung aus, gefolgt von Asiaten, hauptsächlich indischer Abstammung mit 24,03 %, Weißen mit 15,33 % und den sogenannten Coloureds mit 8,59 %.
Im Mercer Quality of Living Index, welcher Lebensqualität in Städten vergleicht, belegte Durban im Jahre 2019 den 88. Platz von 231 untersuchten Städten und den ersten innerhalb Afrikas.

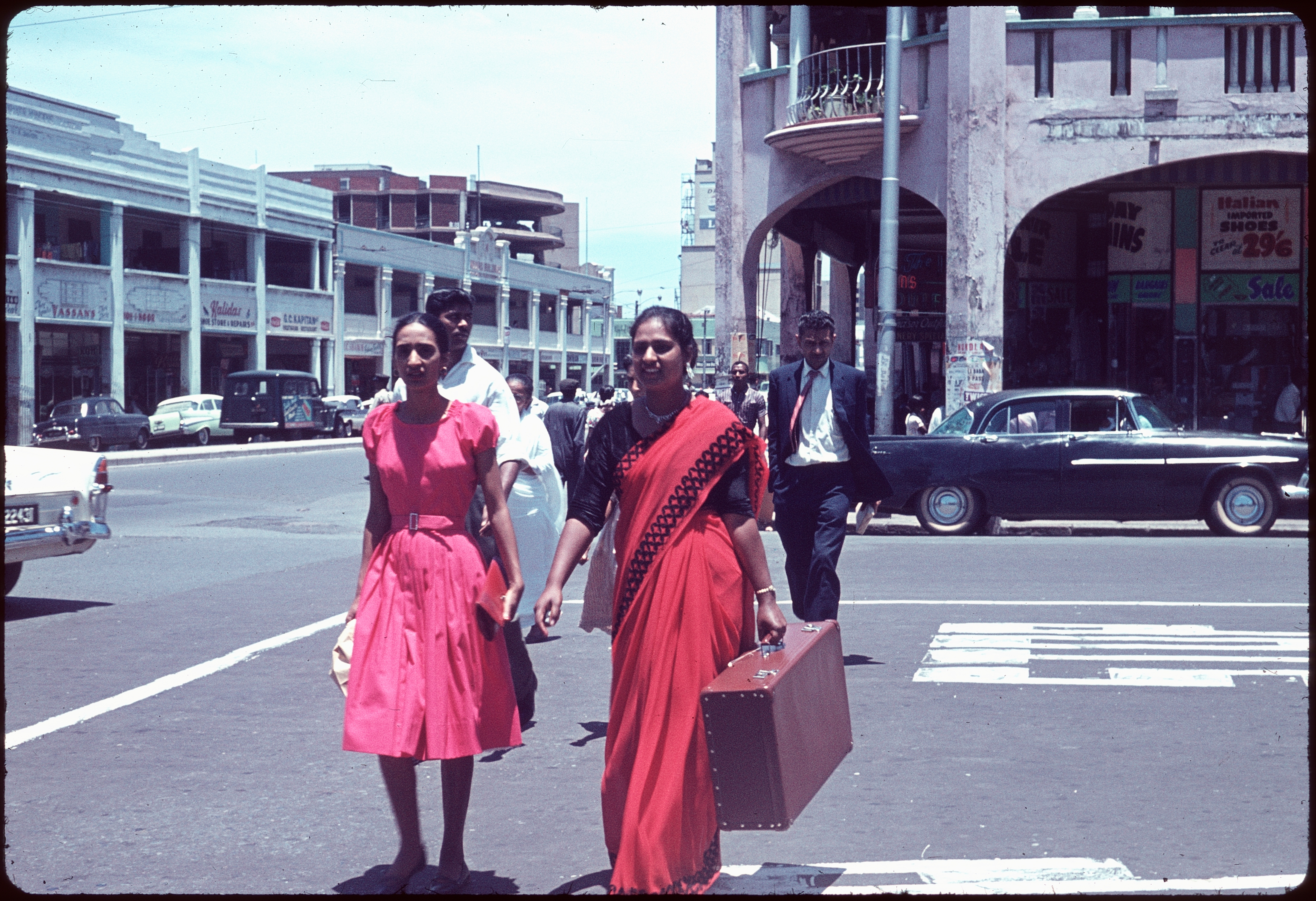
Indischstämmige Passantinnen (1963)
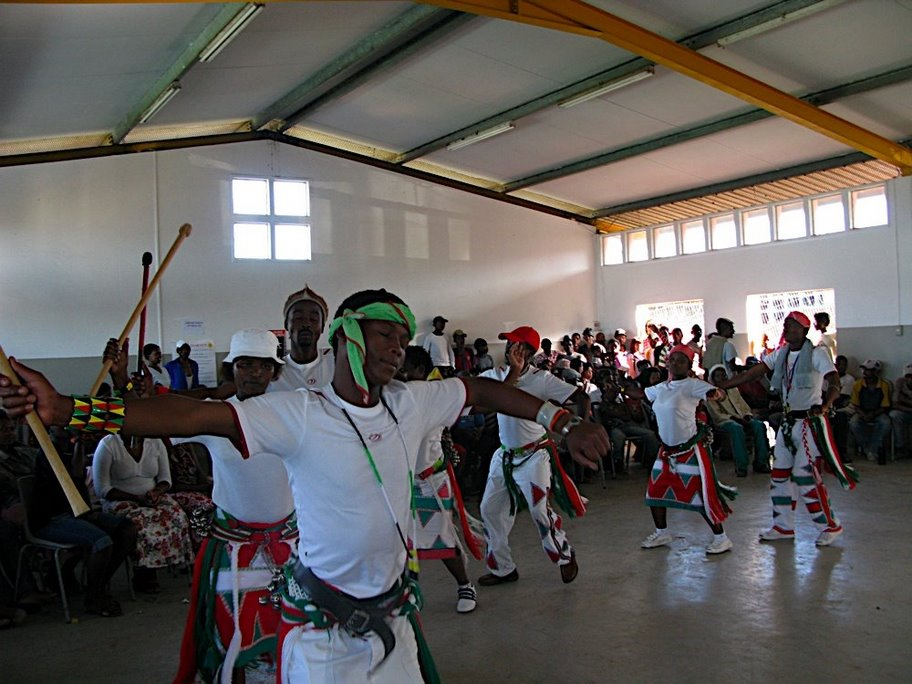
Amampondo-Tanzfestival (2008)
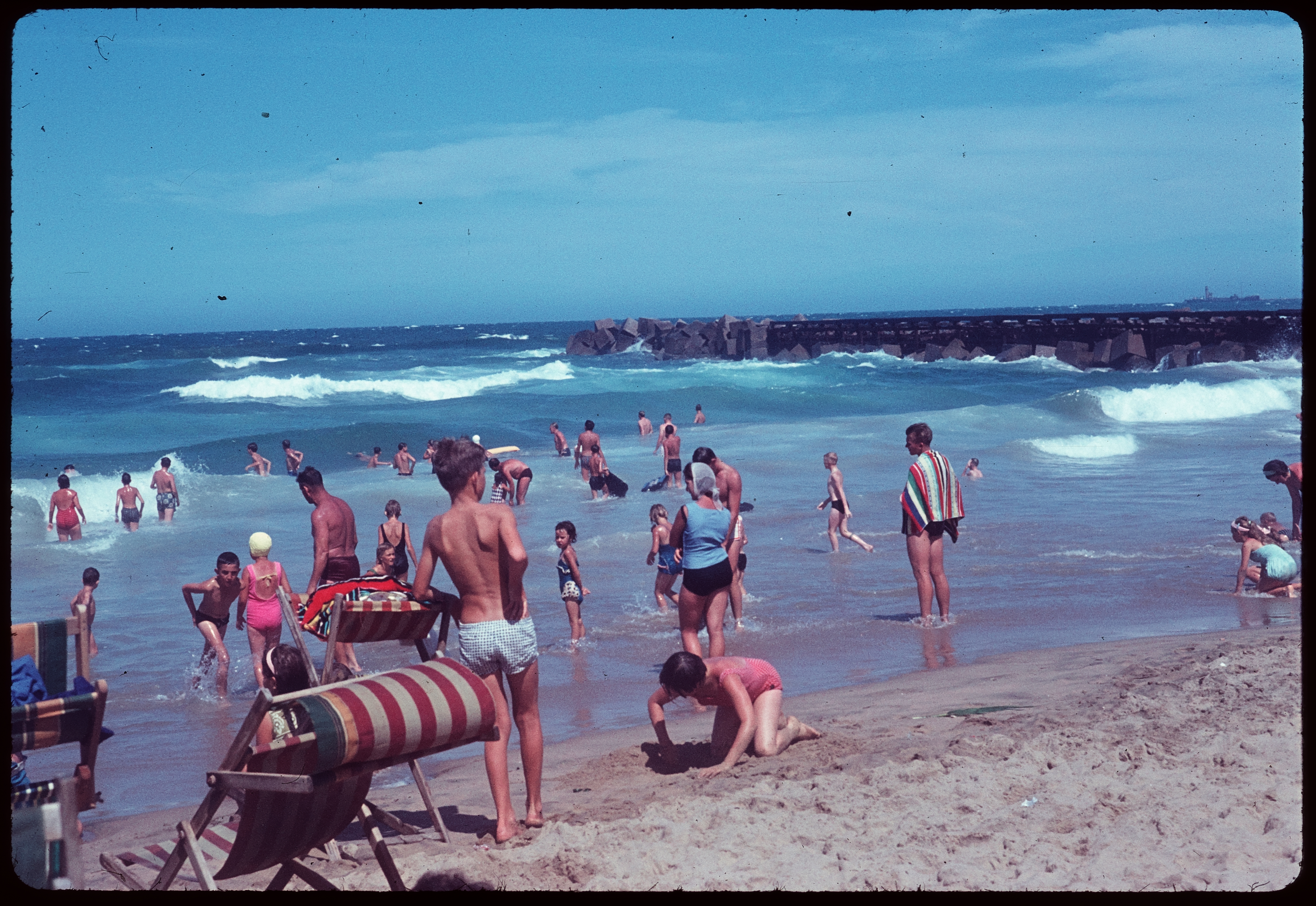
Strandbesucher (1963)

## Wirtschaft
Die Metropolregion Durban besitzt eine umfangreiche Wirtschaft mit starker Industrie, Handel, Logistik, Finanz- und Regierungsinstitutionen sowie Tourismus. Die Küstenlage und der Hafen verschaffen Durban einen Vorteil im Vergleich zu anderen Ballungsräumen in Südafrika. Das milde Klima, die warme Meeresströmung sowie die Drakensberge im Hinterland sind die Grundlage für einen ausgeprägten Tourismussektor.
Durban ist der wichtigste Wirtschaftsstandort in KwaZulu-Natal, der über die Hälfte des Einkommens und der Arbeitsplätze beinhaltet. Im nationalen Vergleich ist Durban nach Gauteng das zweitgrößte industrielle Zentrum, das 15 % des nationalen Einkommens, 14 % des Haushaltseinkommens und 11 % der Arbeitsplätze stellt. Wichtige wirtschaftliche Verbindungen bestehen im Norden nach Richards Bay und Maputo, im Westen nach Pietermaritzburg und Johannesburg.
Zuckerverarbeitung ist der wichtigste Industriezweig. Weiter finden sich Schiffswerften, Erdölraffinerien, Automobilindustrie, chemische sowie Papier-, Nahrungsmittel- und Textilindustrie. Die Landwirtschaft der Region um Durban baut zu einem großen Teil Zuckerrohr an. Daneben spielen Schafe und anderes Vieh, Zitrusfrüchte, Mais, Baumwolle, Bananen und Ananas eine wichtige Rolle.
Die Hauptexportgüter über den Warenumschlagplatz Durban sind Mangan- und andere Erze, Stahlprodukte, Kohle, Zucker und Mais.
Trotz der vielfältigen Wirtschaft wurden auf dem offiziellen Arbeitsmarkt seit den 1990er Jahren nur wenig neue Arbeitsplätze geschaffen. Im produzierenden Gewerbe, das zweitgrößte nach dem Regierungs- und Verwaltungsbereich, ist die Zahl der Arbeitsplätze rückläufig. Die steigende Kriminalitätsrate wirkt sich negativ auf viele Bereiche aus, vor allem auf den Tourismus. Trotz einer wachsenden Anzahl an sogenannten Mikroarbeitsplätzen hat Durban eine hohe Arbeitslosenquote, die in den früheren Township-Gebieten über 30 % liegt.

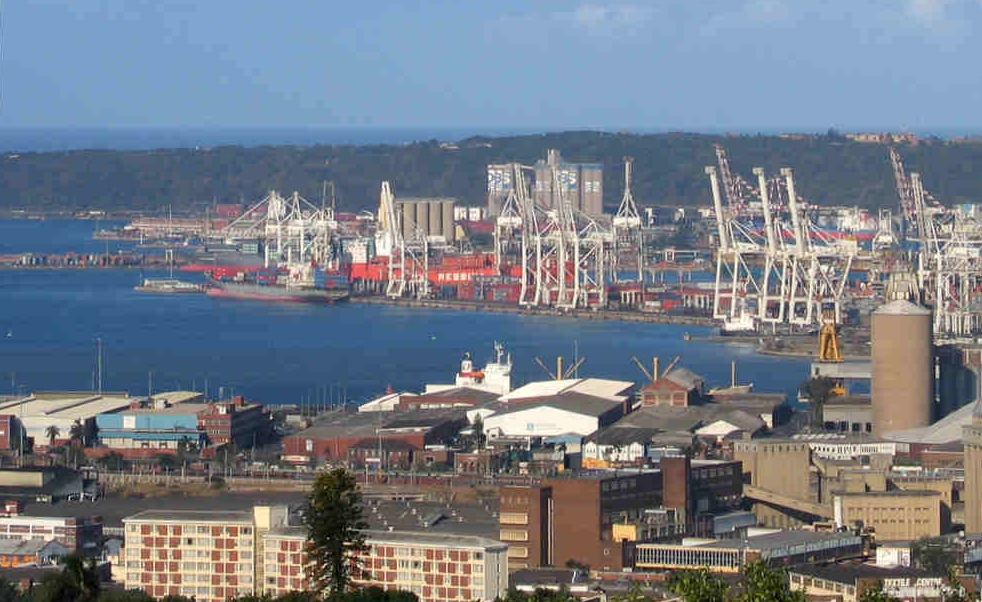
Der Hafen von Durban ist ein Umschlagsplatz für das gesamte südliche Afrika
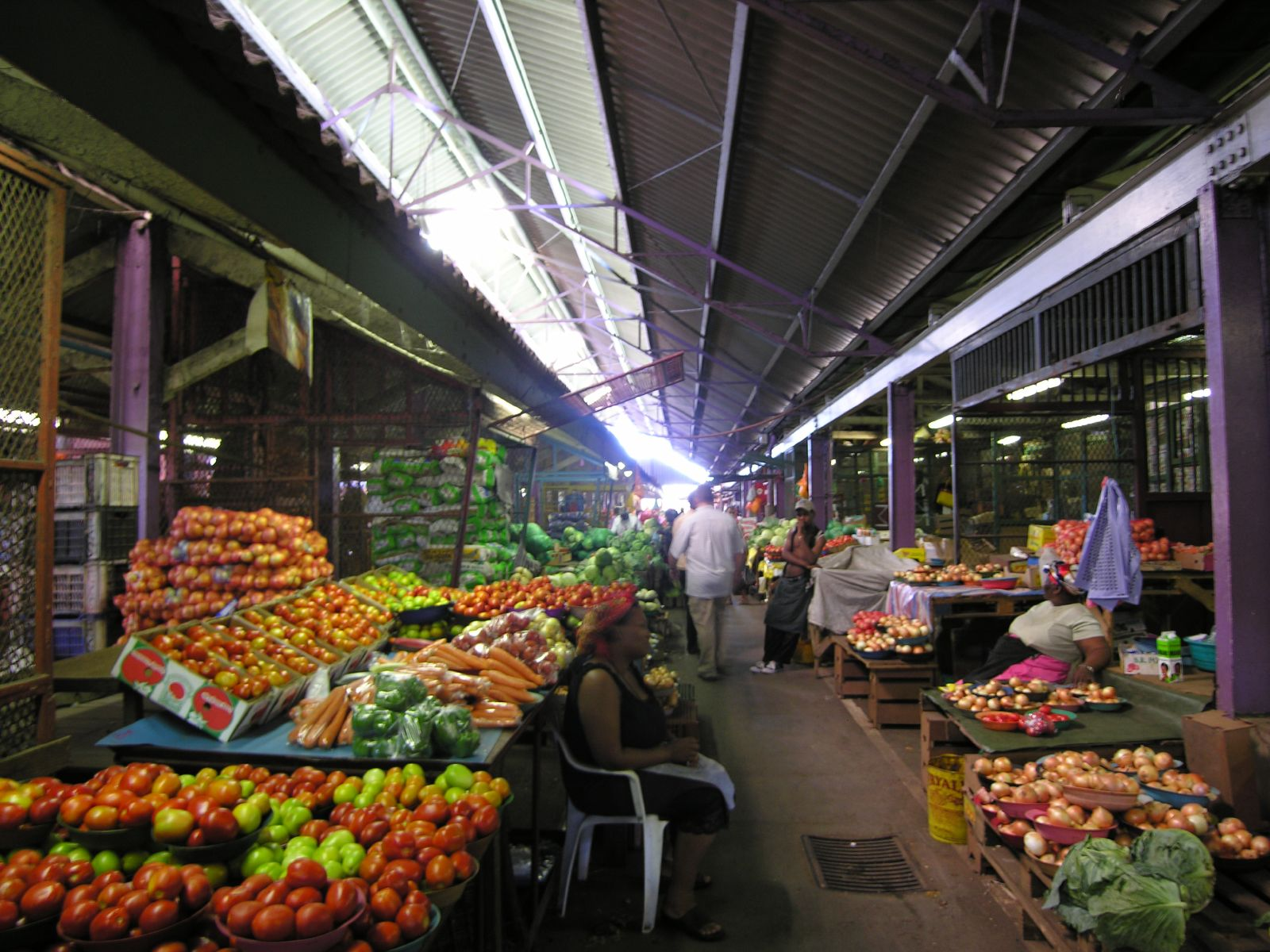
Markt mit landwirtschaftlichen Produkten
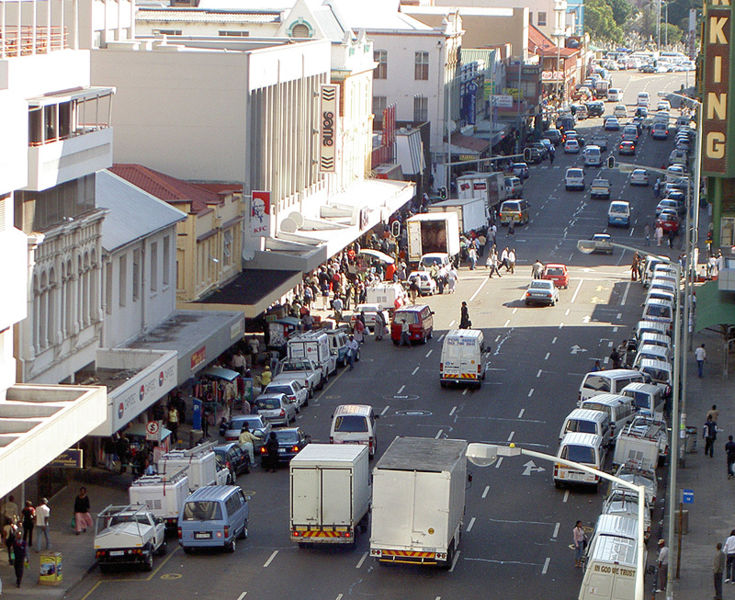
Die Innenstadt von Durban
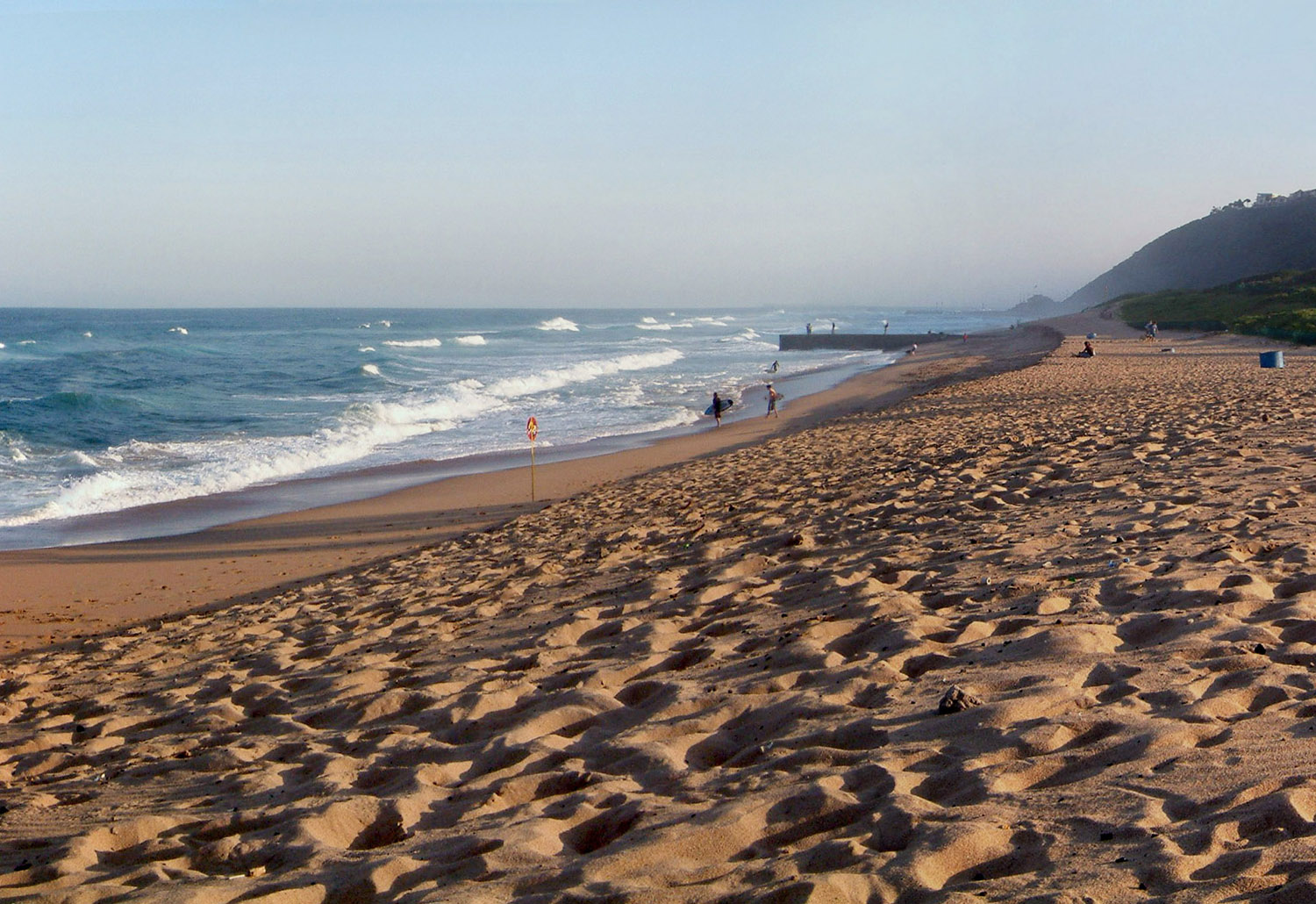
Anstey-Strand in Durban

## Verkehr

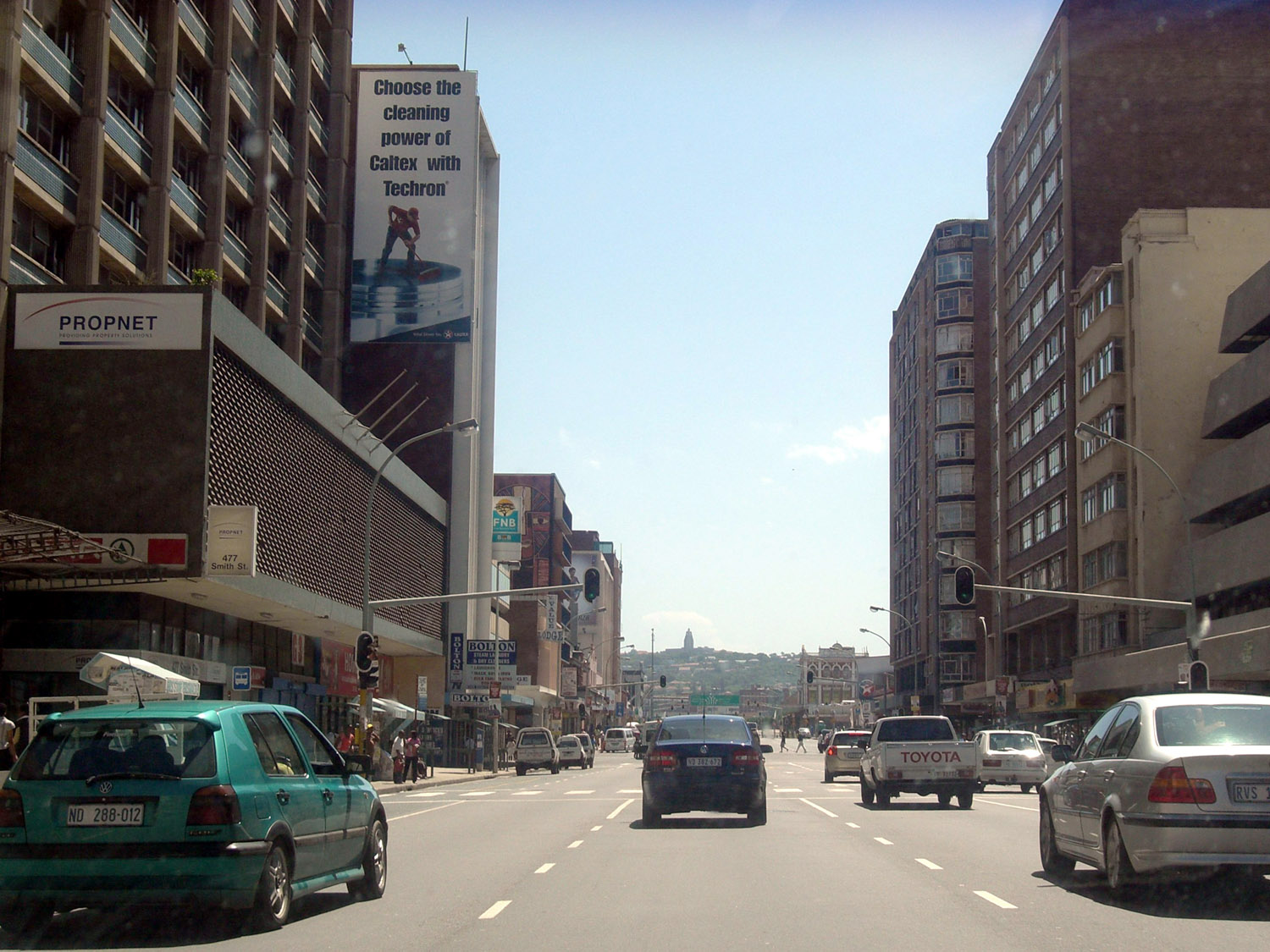
Die Innenstadt von Durban

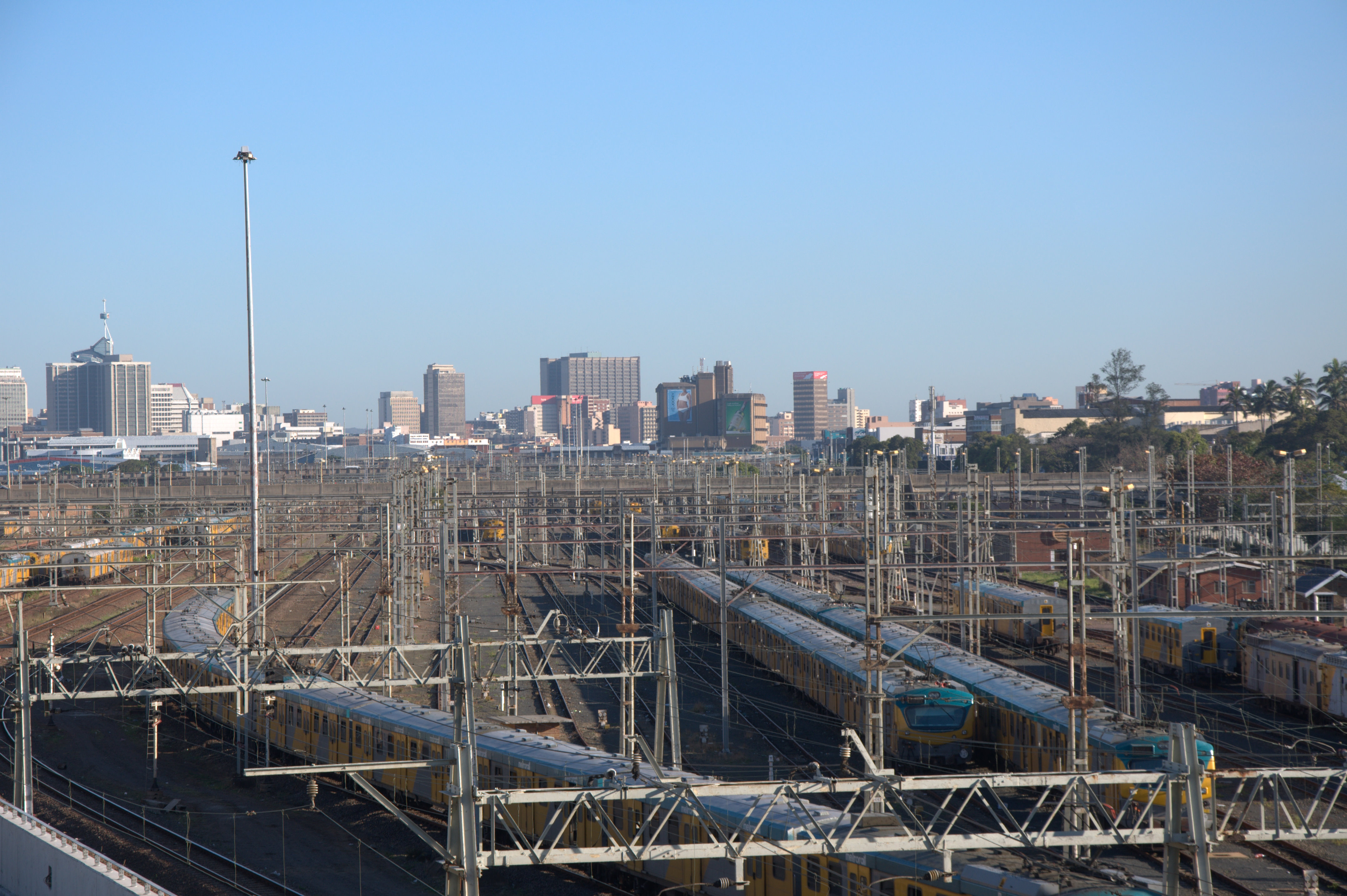
Gleisanlagen in Durban mit Metrorail-Zügen

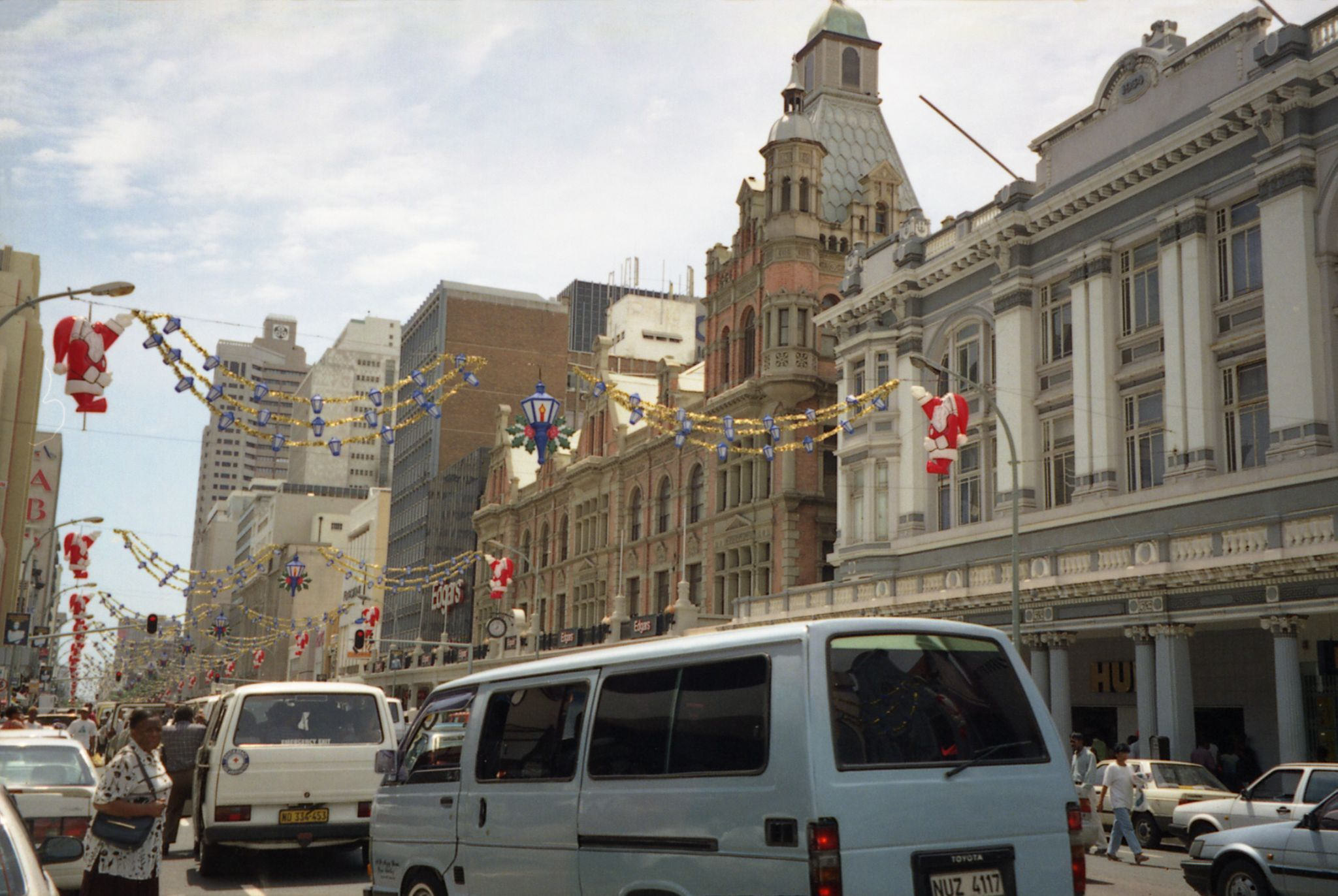
Minibusse sind ein weitverbreitetes Verkehrsmittel

### Luftfahrt
Nördlich von Durban wurde bei La Mercy, etwa 30 Kilometer von der Innenstadt entfernt, seit 2007 der neue Flughafen King Shaka International Airport errichtet, er ging am 1. Mai 2010 in Betrieb. Es besteht hier Anschluss an zahlreiche Inlandsziele und Verbindung mit einigen internationalen Flughäfen, wenn auch kleiner als Kapstadt und Johannesburg.
Der alte Internationale Flughafen Durban, Durban International Airport, liegt, eingeklemmt von der ihn umgebenden Bebauung, südlich der Stadt und diente als Tor in die Region KwaZulu-Natal und die Drakensberge. 2009 wurden hier rund 4,4 Millionen Passagiere abgefertigt. Am 30. April 2010 wurde er als Zivilflughafen geschlossen, ist aber weiterhin als Air Force Base Durban in Nutzung.

### Schiffsverkehr
Durban, früher Port Natal, hat eine lange Tradition als Hafenstadt. Der Hafen Durban ist einer der wenigen natürlichen Häfen an der Küste zwischen den traditionell konkurrierenden Hafenstädten Gqeberha und Maputo. Dieser Umstand sowie die oft stürmische See in der Gegend machten Durban zu einem vielgenutzten Hafen, oft auch für Schiffsreparaturen. Der Hafen von Durban ist derjenige mit dem größten Umsatz in Südafrika sowie der zweitgrößte Containerhafen der südlichen Hemisphäre.
Der heutige Hafen, 1840 etabliert, wuchs mit der Handelsentwicklung in und um Durban, ferner mit dem Kohlebergbau Natals und durch die Industrie in der Region von Johannesburg, das als Industrie- und Bergbauzentrum Südafrikas über keinen direkten Anschluss an Seewege besitzt. Der Hafen von Durban dient als Umschlagsplatz für einen Großteil von Produkten, die mit Lastwagen und Zug aus und nach Johannesburg transportiert werden. Seit dem Ende des Bürgerkriegs in Mosambik in den frühen 1990er Jahren stellt der Hafen Maputo wieder eine Alternative für die Industrie und den Handel im südlichen Afrika dar, es herrscht ein intensiver Wettbewerb zwischen den beiden Hafeneinrichtungen.
Ein kleiner Teil des Hafens, Salisbury Island, ist inzwischen wieder ein aktiver militärischer Stützpunkt der südafrikanischen Marine. Im Jahre 2007 hatte Vizeadmiral Refiloe Mudimu, Chief of the South African Navy in einer parlamentarischen Ausschusssitzung erklärt, diesen Stützpunkt wegen der Verminderung der militärischen Schlagkraft Südafrikas zu verkleinern und später an einen anderen Ort zu verlegen. Schon 1994 begann die Streitkräftereduzierung an diesem Marinestandort, indem dieser als bisherige Durban Naval Base zur Naval Station abgestuft wurde. Im Jahr 2013 kam es zur Wiedereröffnung dieser Militäranlagen, da sich Südafrika an der Piratenbekämpfung vor der afrikanischen Ostküste bei Mosambik zu beteiligen begann. Dieser Schritt war bereits 2012 durch die damalige Verteidigungsministerin Lindiwe Sisulu angekündigt worden.

### Fernverkehr
Durban ist gut an das südafrikanische Streckennetz von Transnet angeschlossen. Die Autobahn N2 verbindet Durban mit East London und Port Elizabeth im Süden sowie Richards Bay im Norden, die N3 führt Richtung Pietermaritzburg und Johannesburg. Daneben existiert ein Netz von Motorways, die Landstraßen entsprechen. Verschiedene Gesellschaften bieten Verbindungen mit Langstreckenbussen an.

### Nahverkehr
Der Nahverkehr ist mit der Metrorail Durban vorhanden. Der Busverkehr wird von der privatisierten eThekwini Municipal Bus Company durchgeführt. Durban lebt von einer großen Anzahl privater Busse und Sammeltaxis (minibus), die einen hohen Anteil der Pendler befördern. Die Minibusse stellen dabei für weite Teile der Bevölkerung das einzige finanzierbare Verkehrsmittel dar. Da sie oft überladen und schlecht gewartet sind, kommt es häufig zu schweren Unfällen. Neben den Minibus-Taxis gibt es metered taxis, die jedoch nicht an der Straße angehalten werden können, sondern telefonisch bestellbar sind. Traditionelle Zulu-Rikschas dienen vor allem als touristische Attraktion.
1935 bis 1964 verkehrten in Durban auch Oberleitungsbusse, die eine 1902 in Betrieb gegangene elektrische Straßenbahn ablösten, welche wiederum aus einer 1880 eröffnete Pferdestraßenbahn hervorging.

## Bildung

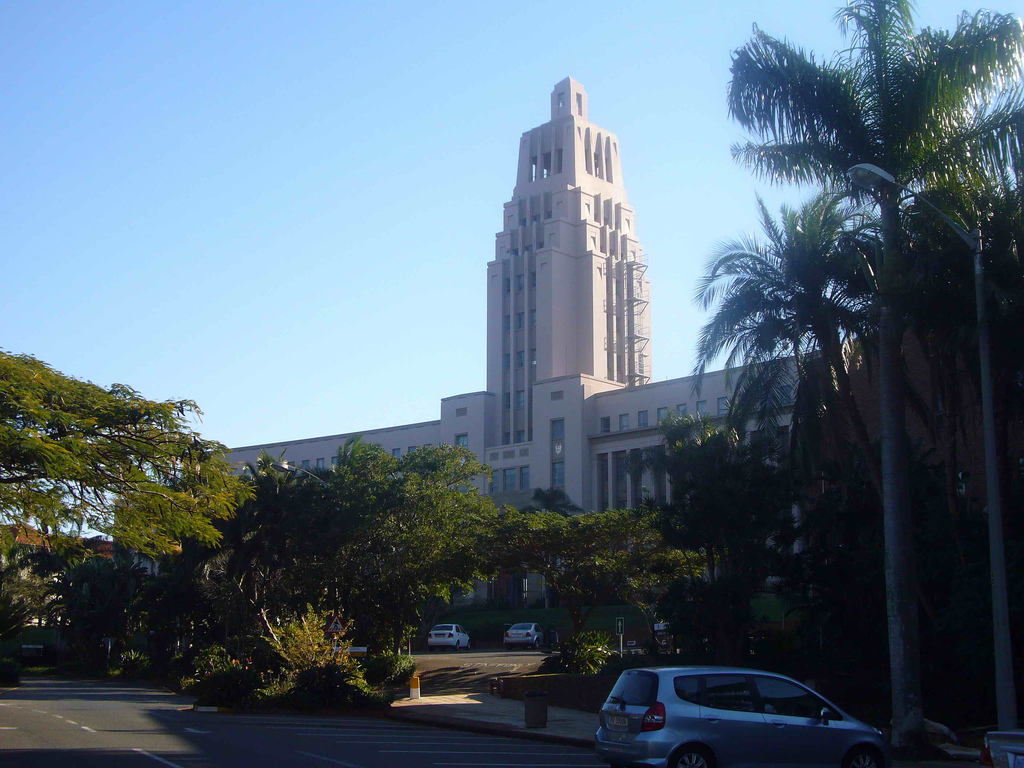
University of KwaZulu-Natal

Durban ist der Sitz der Universität von KwaZulu-Natal, abgekürzt UKZN. Diese entstand 2004 durch die Zusammenlegung der zwei größten Bildungseinrichtungen von KwaZulu-Natal, der Universität von Natal und der Universität von Durban-Westville. Etwa 38.000 Studierende sind eingeschrieben; es werden alle wichtigen Fachbereiche unterrichtet. Die Universität beziehungsweise ihre Vorgängerinstitutionen, insbesondere die Universität von Durban-Westville, war in der Zeit der südafrikanischen Apartheid ein wichtiges Zentrum der Anti-Apartheid-Bewegung. Neben der UKZN gibt es die Durban University of Technology, eine technische Universität, an der etwa 20.000 Studierende eingeschrieben sind.
Trotz dieser breiten universitären Bildungsangebote haben etwa zehn Prozent der Bevölkerung keine und weitere 20 % nur eine marginale Schulbildung (siehe Abschnitt Demografie).

## Sport und Freizeit
Durban bietet eine breite Palette an kulturellen Angeboten, Sehenswürdigkeiten und Freizeitangeboten. An der Beachfront oder Golden Mile konzentrieren sich Bars und Restaurants. Durban ist ein beliebtes Revier für Wellenreiter, Kitesurfer und Bodyboarder. Wegen der Gefahr durch Sambesi- und Tigerhaie sind die Strände mit Hainetzen gesichert. In der Umgebung von Durban und in der Stadt selbst sind verschiedene große kommerzielle Angebote zu finden, so das Gateway-Einkaufszentrum, das größte Afrikas, oder uShaka Marine-World mit Aquarien und verschiedenen Shows. Etwas nördlich von Durban an der Küste gelegen befinden sich unter anderem der North Beach sowie das Ausflugs- und Ferienziel Umhlanga Rocks.
Im 52.000 Zuschauer fassenden Kings-Park-Stadion, nach dem Hauptsponsor auch ABSA-Stadion genannt, spielen die Fußballmannschaft Golden Arrows und die Rugbymannschaft Natal Sharks. Hier wurden während der Rugby-Union-Weltmeisterschaft 1995 fünf Partien ausgetragen und beim Afrika-Cup 1996 sechs. Für die Fußball-Weltmeisterschaft 2010 wurde ein größerer Neubau erstellt: das 56.000 Plätze bietende Moses-Mabhida-Stadion. Mit seinem markanten begehbaren Mittelbogen ist es ein neues Wahrzeichen in Küstennähe. Während der Fußball-Weltmeisterschaft 2010 fanden dort sieben Spiele statt und beim Afrika-Cup 2013 sechs Partien.
Durban verfügt mit dem Sahara Stadium Kingsmead über ein internationales Cricket-Stadion. Beim Cricket World Cup 2003 fanden hier fünf Partien statt, inklusive eines Halbfinales. Auch bei der ICC World Twenty20 2007 fanden hier mehrere Spiele statt, darunter ein Halbfinale.
Seit 1921 wird zwischen Durban und Pietermaritzburg der Comrades Marathon ausgetragen, der traditionsreichste und teilnehmerstärkste Ultramarathon weltweit. Auf dem Cyril Geoghegan Velodrome fanden 2017 die afrikanischen Meisterschaften im Bahnradsport statt.

## Sehenswürdigkeiten und Kultur
Die Botanischen Gärten von Durban umfassen 20 Hektar. Die Anlage diente britischen Kolonialisten als Versuchsanstalt für den Import von Wirtschaftspflanzen, weshalb sich dort Pflanzen aus aller Welt finden.
Das Bat-Centre am Hafen ist eine ehemalige Lagerhalle, die mit Geldern der UNESCO zum Kulturzentrum umgebaut wurde. Im Obergeschoss ist der Trans African Express untergebracht, ein Kulturrestaurant, dessen Speisekarte Menüs aus ganz Afrika enthält. Im Hinterhaus finden sich verschiedene Ausstellungs- und Verkaufsateliers moderner afrikanischer Kunsthandwerker.
Das Durban Natural Science Museum (DNSM) in der historischen Town Hall beinhaltet eine beachtliche naturkundliche Sammlung. Dort befindet sich auch die Durban Art Gallery mit zeitgenössischer südafrikanischer Kunst. Das Local History Museum hat mehrere Standorte und vereinigt auf diese Weise mehrere Sammlungen. Dazu gehören beispielsweise das KwaMhule-Museum. Dieses Museum dokumentiert die früheren Lebensverhältnisse in den Townships der Stadt, informiert über die Geschichte der schwarzen politischen Gewerkschaften sowie über kulturelle Organisationen und Gruppen der schwarzen Bevölkerung. Zudem werden Lebensleistungen vieler Menschen gewürdigt, die an der Basis der Stadtgesellschaft zur Entwicklung Durbans maßgeblich beigetragen haben.
Die 1902 gegründete KwaZulu Natal Society of Arts ist ein Kunstzentrum mit Ausstellungen internationaler Künstler, sie fördert den Austausch diverser Kulturen.
Daneben existieren viele weitere Museen mit speziellen Themen, wie das Cato Manor Museum, Loram House Museum, Phoenix Settlement Museum oder Port Natal Maritime Museum.

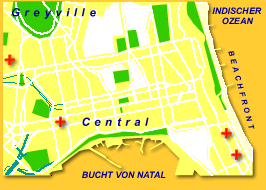
Die Innenstadt Durbans
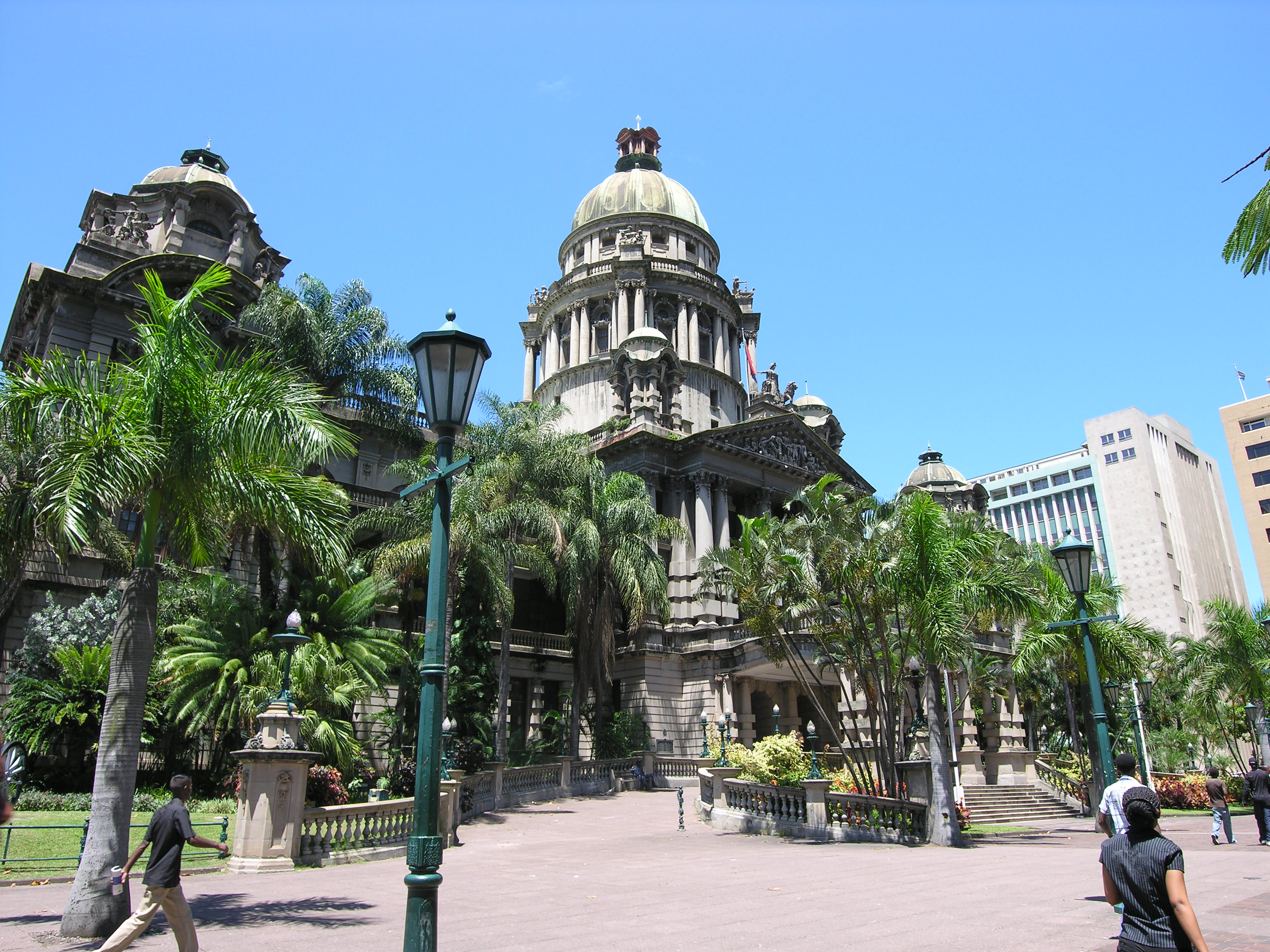
Rathaus
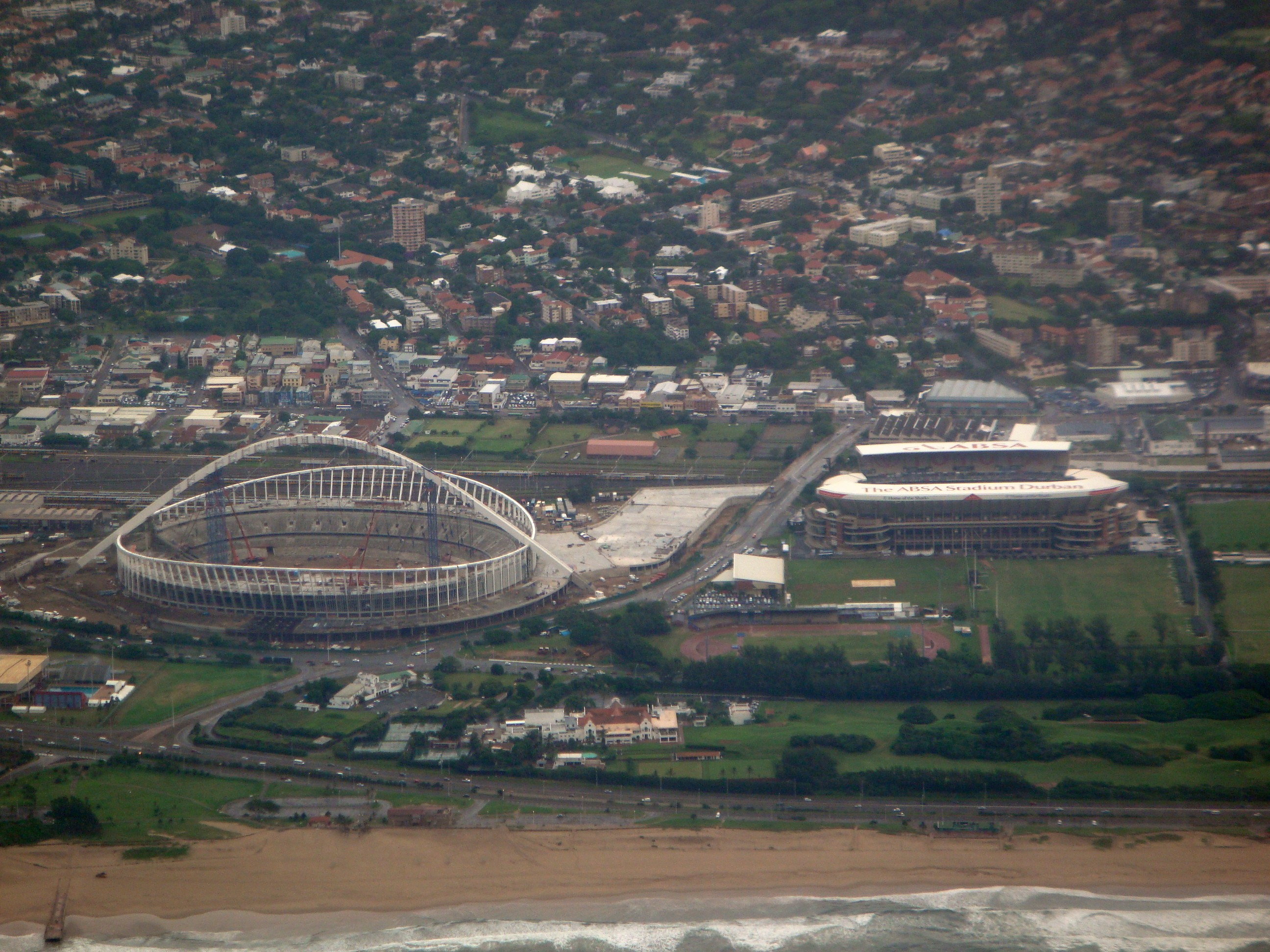
Luftbild des Kings Park Sports Complex 2009, links das im Bau befindliche Moses-Mabhida-Stadion und rechts das Kings-Park-Stadion

## Religionen
Die Einrichtungen vieler Religionsgemeinschaften sind in Durban zu finden, unter anderem die Juma-Mosque, die größte Moschee der südlichen Hemisphäre, und der Hare Krishna Temple of Unterstanding. Der Alayam Hindu Temple ist der älteste und größte in Südafrika. Es findet sich auch eine große Zahl Kirchen verschiedener christlicher Glaubensrichtungen.

## Städtepartnerschaften
eThekwini hat folgende Partnerstädte:
| - Alexandria, Ägypten - Chicago, Vereinigte Staaten - Leeds, Vereinigtes Königreich - Rotterdam, Niederlande | - Guangzhou, China - Nantes, Frankreich - Bremen, Deutschland - Curitiba, Brasilien | - Le Port, Réunion, Frankreich - Bulawayo, Simbabwe - New Orleans, Vereinigte Staaten - Oran, Algerien | - Maputo, Mosambik - Mombasa, Kenia - Libreville, Gabun - Daejeon, Südkorea |

## Sonstiges
2001 fand in Durban die dritte Weltkonferenz gegen Rassismus statt.
Vom 28. November bis zum 10. Dezember 2011 fand in Durban die 17. UN-Klimakonferenz statt.
Im November 2017 wurde Durban zur UNESCO City of Literature ernannt.